# La Sphère d'or
La Sphère d'or (titre original : Out of the Silence) est un roman de science-fiction et d'amour du journaliste et écrivain australien Erle Cox, d'abord publié par épisodes hebdomadaires sur une période de six mois en 1919 puis sous forme de livre en 1925.

## Publications
L'ouvrage a été publié sous le titre Out of the Silence, tout d'abord en une série-feuilleton de 120 épisodes dans le journal australien The Argus en 1919. 
La première édition sous forme de roman a eu lieu en 1925. La même année l'ouvrage est paru au Royaume-Uni. L'édition américaine est intervenue en 1928.

## Résumé
En Australie, Alan Dundas, fermier vivant un peu en ermite, découvre une gigantesque sphère enterrée, émaillée d'un métal indestructible, contenant le savoir d'une antique civilisation apparemment disparue.
Il réveille une femme d'une merveilleuse beauté (Earani — Hiéranie en français), qui était plongée en état de biostase depuis des millions d'années et chargée de transmettre la connaissance de sa civilisation, exterminée par une catastrophe.
Elle est d'une intelligence supérieure et douée de capacités psychiques inconnues des humains.

## Reprise du thème
- On suppose que cet ouvrage a influencé René Barjavel pour l'écriture de son roman La Nuit des temps, paru en 1968.
- La créature parfaite et douée de capacités extraordinaires qu'on ramène à la vie par des méthodes scientifiques se retrouve dans le personnage de Liloo dans Le Cinquième Élément
- Hiéranie raconte que sa race a évolué sous l'influence de trois sages, ayant chacun apporté courage, technologie et spiritualité à son peuple. C'est le thème de la bande dessinée Les Héros de l'équinoxe, une aventure de Valérian et Laureline.

## Évolution du personnage d'Alan Dundas
Alan, homme honnête et droit, vit dans ce roman la partie clé de son existence. On peut observer sa personnalité nettement évoluer au fil de l'histoire, pour atteindre l'apogée à la fin.
L'histoire s'ouvre, c'est un homme fier et simple, devenu fermier mais très cultivé et ayant fait des études de droit. Il regrette néanmoins son manque de connaissances techniques. Son temps est partagé entre le travail à la ferme et le dimanche au club de tennis avec ses amis de la ville.
Vivant seul, son ami Bryce insiste régulièrement pour qu'il se trouve une épouse. Attiré par Marian, une jeune célibataire de bonne famille, il lui déclarera sa flamme après un repas organisé par la femme de Bryce. Cependant, étant tous deux assez pudiques, leur histoire restera en suspens car elle sera interrompue par la découverte de la sphère. À ce moment, Alan laisse transparaître une légère faiblesse provoquée par son attirance pour la jeune fille.
La découverte de la sphère déclenche la première métamorphose sérieuse d'Alan. D'abord intrigué, il devient rapidement obnubilé par cet objet qu'il croyait être une grosse pierre et qui apparaît plus énorme de jour en jour. Il mettra plusieurs semaines à seulement réussir à y pénétrer, délaissant toute vie sociale à la ville.
L'arrivée d'Hiéranie sera l'élément le plus puissant, rendant Alan d'abord subjugué par sa beauté, puis au fil des mois ébahi par son intelligence et sa finesse d'esprit. Devant cette créature parfaite, qui de plus ressent un amour réciproque pour lui, Alan sera malgré lui asservi à elle et perdra peu à peu sa volonté.

## Inspirations de l'auteur
Si ce roman a vraisemblablement inspiré des artistes, il est lui-même empreint de certains récits passés. Le plus flagrant est le mythe de l'arche de Noé : en effet la sphère contient des échantillons de tout ce qui caractérisait la civilisation disparue. Les sages avaient construit trois sphères indestructibles en prévision d'un cataclysme qu'ils savaient imminent. Leur peuple serait perdu car la catastrophe était inévitable, mais au moins leur savoir serait transmis, et trois spécimens seraient placés en biostase dans les sphères. À la différence de l'arche de Noé, aucun animal n'est présent. Il n'en est d'ailleurs pas fait mention, sauf dans la galerie de biologie mais sous forme de schémas.
La fin de l'ouvrage fait penser à Notre-Dame de Paris ou encore à Roméo et Juliette, l'homme se donnant la mort aux côtés de sa défunte dulcinée. Cependant, c'est un schéma relativement classique en littérature dramatique.

## Remarques diverses
- Racisme : l'auteur, sous le couvert d'une présentation objective des faits, expose des points de vue opposés et très tranchés. Hiéranie prône l'extermination méthodique des races de couleurs, jugées inférieures (mauvaises herbes humaines, imitent mais ne créent pas, se reproduisent sans contrôle, etc). Le docteur Barry est outré et tente de l'en dissuader, il est tolérant et même si les arguments puissants d'Hiéranie lui mettront le doute il reste sur ses positions.

- Relation homme-femme : la relation entre Hiéranie et Alan est très intéressante. On peut la qualifier d'inversée par rapport au modèle traditionnel, car ils sont dans une position dominante-dominé. Hiéranie est l'élément fort du couple, elle prend les décisions. Alan aquiesce toujours, ne remettant jamais sa parole en doute et s'effaçant devant elle.

- Religion : ce point-là, contrairement au racisme, laisse deviner le ressenti de l'auteur sur la question. En effet, c'est un des seuls sujets sur lesquels les personnages tombent d'accord, parlant de « fanatisme ». Le sujet est relativement peu évoqué, car directement réglé comme étant une aberration qui ne devrait pas exister.

- Politique : Hiéranie possède le don de lire sur les visages la personnalité profonde des gens. Les hommes politiques en prennent pour leur grade, seuls quelques-uns étant jugés compétents et honnêtes. Alan et Barry, bien qu'ayant une relative bonne opinion des hommes politiques australiens, se remettront en partie au jugement d'Hiéranie.

## Technique
Écrit en pleine révolution industrielle, ce livre présente un aspect technique très fort et crédible. Une grande partie du roman est consacrée à la description de la sphère et de son contenu.
La sphère contient sept galeries, exposant des thématiques telles que l'art, la science, la technologie, la littérature, l'amour. Chaque galerie mesure plusieurs centaines de mètres de longueur avec une hauteur de plafond de plusieurs dizaines de mètres. De nombreux objets sont décrits en profondeur par l'auteur, permettant au lecteur de mieux visualiser le décor.
Plusieurs éléments sont troublants d'anticipation. En effet, Hiéranie peut via un écran visualiser la position des deux autres sphères, et même voir n'importe quel endroit de la planète. Ensuite, elle montre au docteur Barry une sorte de scanner/radiographie/échographie qui permet de voir à l'intérieur d'un corps humain sans aucune incision.
L'ensemble de la sphère, qui est plus un bâtiment qu'un vaisseau, est un concentré de technologie. Les mécaniques des pièges qu'Alan déjoue de justesse sont précises, sans jeu ni frottement. L'énergie est diffusée par des sphères lumineuses qui ne dégagent aucune chaleur. Tous ces systèmes fonctionnant depuis des millions d'années de façon autonome, on se trouve devant une technologie incroyablement avancée.
Hiéranie se nourrit de pilules, dont une seule suffit à couvrir de façon équilibrée les besoins d'une journée.
Enfin, elle peut depuis ses appartements piloter quasiment toutes les machineries de la sphère à distance.

## Fin du livre
À la fin du roman, Hiéranie meurt en emportant ses secrets. Marian, folle de jalousie et voyant Alan tomber définitivement sous l'emprise d'Hiéranie, profite de ce que cette dernière baisse sa garde (elle étreint Alan et l'embrasse) pour la poignarder mortellement. Alan, sans dire aucun mot, prend le cadavre de son amour parfait dans ses bras, descend en verrouillant la porte derrière lui dans le temple de la sphère, et active l'autodestruction du bâtiment. Le processus lui avait été indiqué par Hiéranie, en manipulant un levier situé sous un divan deux produits chimiques sont mélangés et génèrent une sorte d'acide libéré du haut de la sphère et détruisant l'ensemble de la structure et de son contenu en un instant.
Andax, le deuxième représentant de la race d'Hiéranie encore vivant mais maintenu en biostase ne sera donc jamais réveillé bien qu'Alan et Hiéranie se préparaient à le faire avant qu'ils ne connaissent une fin tragique.
Seules deux personnes conserveront connaissance de l'histoire : Barry le docteur et Bryce le banquier, tous deux amis d'Alan. Ils décident de ne jamais révéler quoi que ce soit pour le bien de la planète, et inventent une version des faits officielle : Alan s'est noyé durant l'orage et Marian l'a vu mourir sans rien pouvoir faire pour le sauver. Le trou béant laissé par la fusion de la sphère (qui était intégralement enterrée) sera justifié par un tremblement de terre. Marian, quant à elle, sera retrouvée par les deux hommes dans un état de folie avancée, semblant ne jamais pouvoir recouvrer la raison.

## Éditions françaises
- Paris, Librairie des Champs-Élysées, Le Masque no 29, 1929 (version abrégée)
- Paris, Union générale d'éditions, coll. 10/18 no 870, no 871, 1974 (nouvelle traduction intégrale)
- Paris, NéO, coll. NéO/Plus no 6, 1987 (réédition de la traduction intégrale)
- Rennes, Terre de brume, coll. Terres mystérieuses, 2008 (réédition de la traduction intégrale)